# Cattedrale di Santa Maria di Urgell

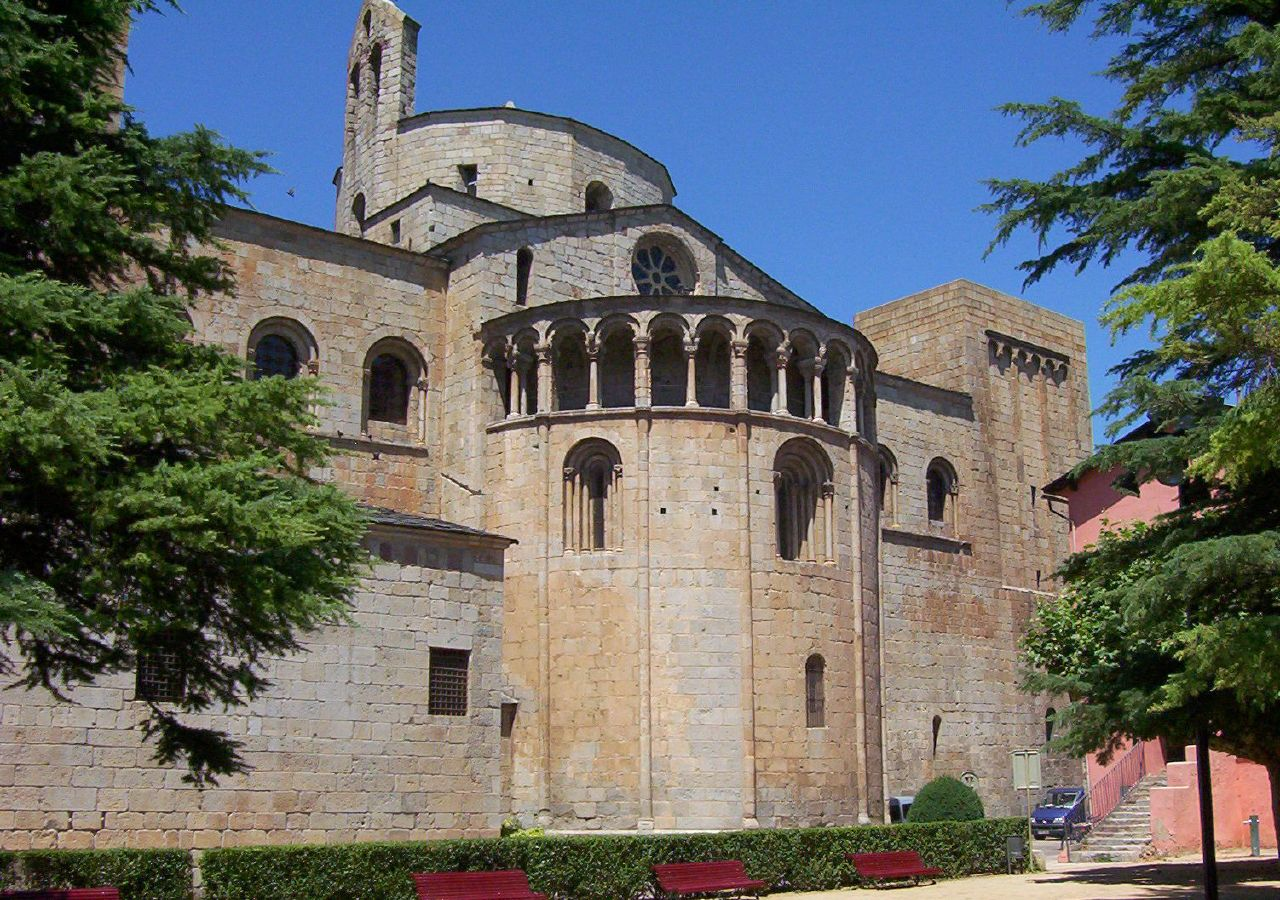
L'abside della cattedrale.

La cattedrale di Santa Maria (in catalano: Catedral de Santa Maria d'Urgell; in spagnolo: Catedral de Santa María de Urgel) si trova a La Seu d'Urgell, in Spagna, ed è la cattedrale della diocesi di Urgell.

## Storia
La cattedrale fu costruita dal 1116 ed è una delle più antiche in Catalogna, ha dato il suo nome alla città che la circonda, originariamente chiamato Urgell ed ora chiamato La Seu d'Urgell, nome derivato dal latino Sedes Urgelli..